# Arugisa oppressa
Arugisa oppressa là một loài bướm đêm trong họ Erebidae.